# سرای عجم
سرای عجم یا سرای السلة بنایی تاریخی که در سال ۱۳۸۲ با شماره ۱۰۸۷۵ به ثبت ملی رسید. این قصر در گذشته، هم به‌عنوان یکی از کاروانسراهای شیخ خزعل و هم بازار بوده است و در حال حاضر به عنوان انبار از آن استفاده می‌شود. قصر سرای عجم از لحاظ معماری منحصربه‌فرد و بنایی یک طبقه است و دارای آجرچینی، ستون‌های حجاری‌شده، حجره‌های متعدد، سنگ‌فرش و در و پنجرهٔ چوبی است. این بنا بارها توسط مالکش مورد تعرض قرار گرفته به‌طوری‌که بخش‌هایی از آن به صورت شبانه تخریب شده است. آخرین تعرض به این بنا در شهریور ۱۳۹۲ بود که توسط نیروهای میراث فرهنگی و جمعی از دوسداران میراث فرهنگی اهواز متوقف شد.
سرای عجم پس از اسارت خزعل در تهران توسط شخصی به نام آقا احمد عجم، پدر ناصر عجم نماینده مجلس و شهردار اهواز از نزدیکان شاه خریداری و به سرای عجم معروف شد. سرای السله موسوم به سرای عجم که در تاریخ شفاهی خوزستان داستان‌ها و خاطرات عشایر این استان را دربردارد، توسط قبایل این استان به سرای سله خوانده می‌شود.

## وضعیت سرای عجم در سال ۱۳۸۸
این بنا در خیابان پشتی خانه دادرس وجود دارد. سرای عجم که در خیابان آزادگان اهواز «۲۴ متری» واقع است در تملک شخصی است که بالکن مهدیان را برای همیشه تخریب کرد و قصد تخریب سرای عجم را نیز دارد. مالک آن به این بهانه که در هنگام ثبت از وی اجازه کسب نشده قصد خارج کردن آن از فهرست آثار ملی را دارد. در حالی که سازمان میراث فرهنگی در هر استان موظف است نسبت به ثبت و حفاظت بناهای واقع در محدوده بافت تاریخی شهر، ابلاغ به شهرداری و شورای شهر و احیای بافت‌های تاریخی اقدام کند اما سازمان میراث فرهنگی، صنایع دستی و گردشگری استان خوزستان نیز برای این بنا که از خانه دادرس هم بیشتر در معرض خطر است هیچ گونه اقدام مرمتی یا صرف هزینه نکرده‌است. تا سال ۱۳۸۹ بخشی از این بنا تخریب شده و مالک قصد تخریب کل بنا و ساختن ساختمانی جدید را در محل آن داشته. سرای عجم از جمله بناهای در معرض خطر است که با ادامه روند تخریب پیش‌بینی می‌شود در آینده تخریب خواهد شد ضمن آن که مالک بنا سابقه تخریب بالکن مهدیان را در کارنامه خود دارد.
سرای عجم اهواز که پیش‌تر به ثبت در فهرست آثار ملی کشور رسیده بود با قدرت پول فروریخت و بدین‌ترتیب این شهر یکی دیگر از بناهای تاریخی خود را از دست داد.
منابع خبری از تخریب تعمدی این بنای تاریخی در اهواز خبر داده‌است، یکی از سرمایه‌داران شهر اهواز که سابقه حذف یک بنای تاریخی دیگر را نیز در کارنامه خود دارد، سرای عجم اهواز را خریداری و از فهرست میراث ملی کشور خارج کرد تا با تخریب عمدی سقف سرا، این بنای تاریخی کشور نیز از میان برود.

## خروج سرای عجم از لیست آثار ملی و راه‌اندازی کمپیت حمایت از سرا در فیس بوک
سرای عجم به تقاضا و پیگیری مستقل مالک از فهرست ثبت آثار ملی خارج شد که پس از دو ماه مجدد به لیست آثار ملی بازگشت. بعد از اینکه مالک خصوصی این بنای تاریخی به نامه ۶۰ دوستدار میراث فرهنگی مبنی بر درخواست عدم تخریب سرا روی خوش نشان نداد، «کمپین ممانعت از تخریب بنای تاریخی سرای عجم» در فیس بوک و جنبش‌های مدنی راه‌اندازی شده‌است.

## تعرض به سرای عجم در شهریور ۱۳۹۲
مالک بنای تاریخی سرای عجم اهواز ظهر روز یکشنبه ۱۰ شهریور ۱۳۹۲ قصد تخریب این بنا را داشت اما مداخله کسبه این سرا و نیروهای یگان حفاظت اداره کل میراث فرهنگی خوزستان مانع از انجام این کار شد. تا کنون بخشی از هلالی‌ها و ستون‌های این بنا تخریب شده‌است. همچنین مالک این بنا در ۱۳ فروردین ۱۳۹۲ به دلیل خلوت بودن شهر توسط عده‌ای یکی از طاق‌های سرای عجم را تخریب کردند. گفته می‌شود مالک آن به این بهانه که در هنگام ثبت از وی اجازه کسب نشده قصد خارج کردن آن از فهرست آثار ملی را دارد.

## تخریب کامل قصر در اسفند ۱۳۹۲
در نهایت قصر تاریخی السله یا عجم در اهواز توسط مالک شخصی تخریب شد. در این اتفاق سابقه‌دار توسط مالک این اثر تاریخی، بخش‌هایی از طاق‌ها و ستون‌های این اثر کاملاً تخریب شد و بنا دیگر وجود خارجی ندارد.